# PowerEdge

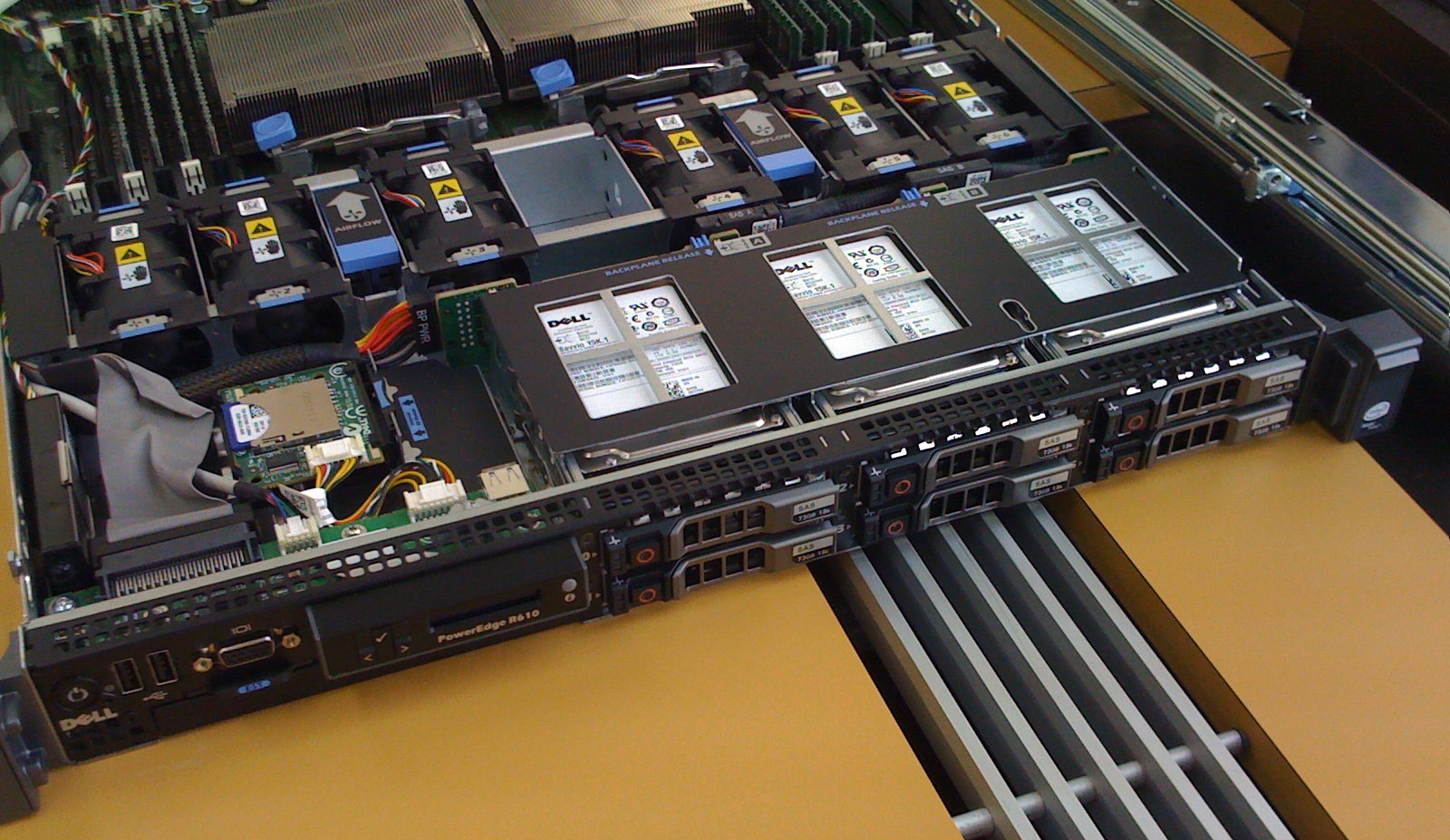
第11世代のPowerEdge、R610。ラックからはずした状態。（2009年撮影）

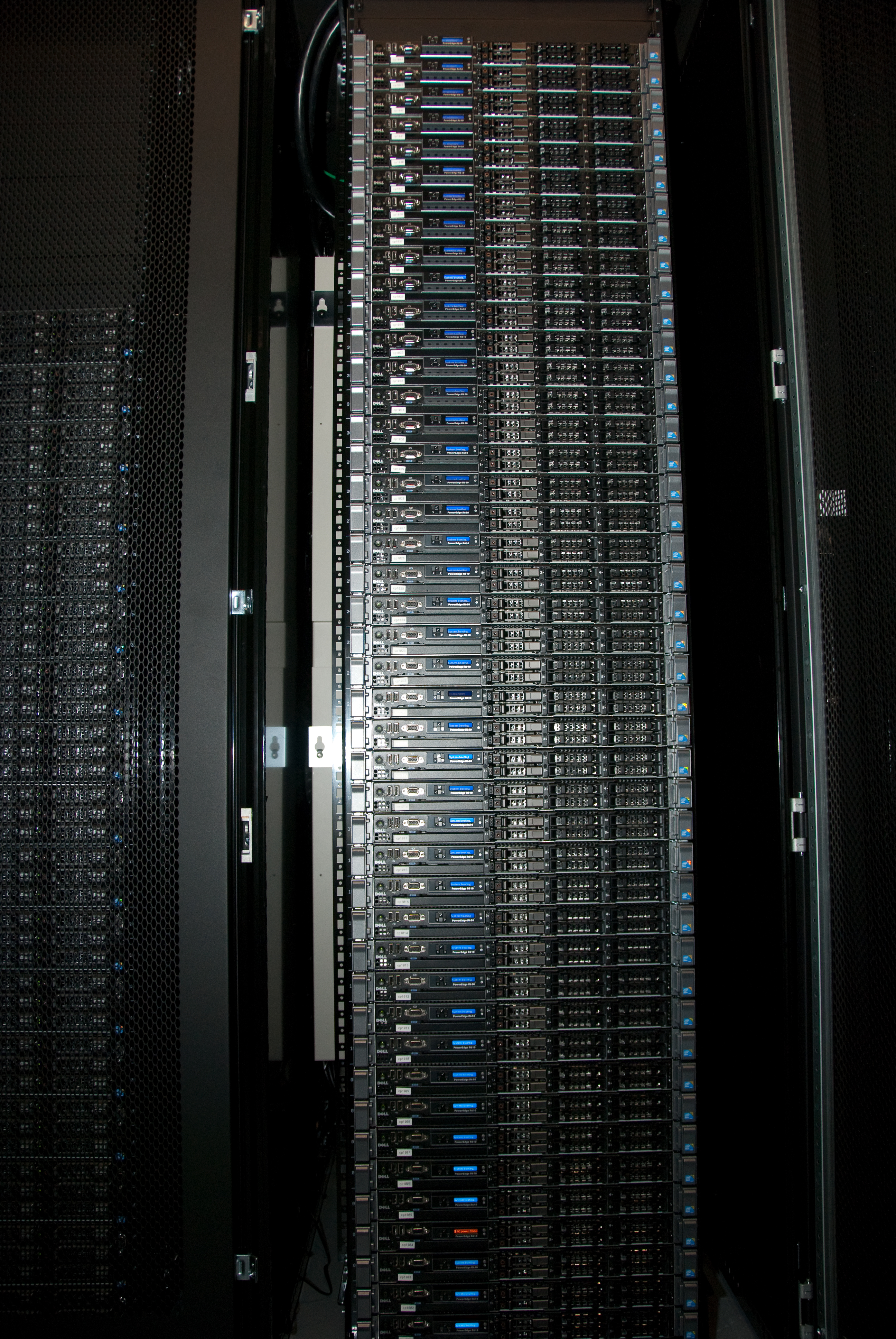
アメリカにあるデータセンター「EQIAD data center」内のWikimediaのクラスターで使用されているPowerEdge（2011年7月撮影）

PowerEdge（パワーエッジ）は、デルが1996年に発売し、現在も販売しているサーバのブランド名である。
2010年第1四半期の世界PCサーバの出荷台数ベースの市場シェアで、当PowerEdgeは24.1%を占め、第2位だった（ガートナー調べ）。2009年の日本国内PCサーバの市場シェアでは、13.7%で第4位を占めていた（ノークリサーチ調べ）。
種類
PowerEdge の大多数はx86のPCサーバである。初期にはItanium搭載モデルもあった。フォームファクタ（形状）で分類すると、ブレードサーバ、ラックマウントサーバ、タワーサーバの3種類がある。想定ユーザが個人事業主やSOHO向けの「エントリークラス」のものから、4ソケット対応の「大企業向け」の製品まで幅広いラインアップを擁する。
以前は内蔵するCPUは全てインテル製のものを使用していたが、2006年にAMD製のCPUを内蔵したものも発表された。現在ではCeleron、Pentium、Core 2 Duo、Xeon、OpteronおよびSempronを搭載したモデルがラインアップされており、クアッドコア製品も目立ってきている。

## 現行機種
2010年6月現在の最新機種は、2009年5月に発表されたデル第11世代PowerEdgeシリーズである。
なお2007年11月に行われたデル第10世代PowerEdgeサーバの発表と同時に、サーバ製品のラインアップが一新され型番のネーミングルールが変更となった。これにより製品型番は従来の数字3桁ないし4桁のものから一律に「PowerEdge TXXX」（Tはアルファベット1文字、XXXは3桁の数字）と表されるようになった。型番の意味は次の通り。
T（アルファベット）フォームファクタ（T:タワー、R:ラック、M:ブレード）
X（数字 1桁目）CPUソケット数ならびにグレード（右表参照）
X（数字 2桁目）システム更新の世代
X（数字 3桁目）プロセッサの種類（0:インテル、5:AMD）

### ソケットとグレード
| 型番 数字 1桁目 | ソケット数 | グレード     |
| --------------- | ---------- | ------------ |
| 1               | 1          | ローエンド   |
| 2               | 1          | ミッドレンジ |
| 3               | 1          | ハイエンド   |
| 4               | 1          | スペシャル   |
| 5               | 2          | ローエンド   |
| 6               | 2          | ミッドレンジ |
| 7               | 2          | ハイエンド   |
| 8               | 2          | スペシャル   |
| 9               | 4          | グレードなし |

## 筐体などの特徴
他のメーカと違う独特の筐体とシステムを使用しており、汎用品による部品の交換ができない場合が多い。このため多くの場合部品の交換はデルのサポートを通して行わなければならない。

## ギャラリー
- PowerEdge 1950 （2011年撮影）
- Wikimedia Serverとして使われているPowerEdge（2012年7月撮影）
- カナダの会社RackNineで使われているPowerEdge（2010年撮影）